# McLaren MP4-22
El McLaren MP4-22 fue la decoración de 2007 del McLaren MP4-21 de Fórmula 1 diseñado por el equipo Vodafone McLaren-Mercedes para competir en la temporada 2007. Se mostró por primera vez en la Ciudad de las Artes y las Ciencias de Valencia, en España, el 15 de enero de 2007. El coche demostró ser uno de los más competitivos de la temporada, logrando ocho victorias. Sin embargo, una fuerte rivalidad entre los pilotos del equipo, Fernando Alonso y Lewis Hamilton, enfrentamientos dentro de la escudería, unido a un escándalo de espionaje a Ferrari (conocido como Spygate) llevó al equipo perder los dos títulos mundiales en favor del equipo de Maranello.

## Desarrollo
Sobre la filosofía de diseño del coche, el equipo habló de "algunos conceptos avanzados de ingeniería" y "nuevas soluciones aerodinámicas".
El 17 de enero de 2007, Fernando Alonso completó una sesión de shakedown en el circuito Ricardo Tormo de Valencia, estableciendo el mejor tiempo de vuelta en 1'12''050.
En las pruebas en Cataluña el 1 de mayo de 2007, Pedro de la Rosa probó el coche con un nuevo diseño del alerón delantero que sería usado el resto de la temporada. Esta nueva ala hizo su debut en competición en el Gran Premio de España.

## Temporada2007deFórmula 1
El MP4-22 demostró ser mucho más competitivo que su predecesor pese a tener un aspecto similar, logrando ocho victorias, frente a una temporada 2006 sin victorias. El coche resultó ser el más fiable de la temporada, sin ningún abandono por problemas mecánicos, y uno de los dos coches más rápidos en pista junto a los Ferrari F2007.
McLaren, con la ayuda de su coche mejorado, obtuvo más puntos en la primera mitad del 2007 que en todo el 2006. Sin embargo, la segunda parte de la temporada se vio afectada por una fuerte rivalidad entre sus pilotos, así como un enfrentamiento entre Fernando Alonso y la dirección del equipo. Esto contribuyó a que los dos pilotos perdiesen el campeonato por un punto frente a Kimi Räikkönen, de Ferrari, a pesar de haber liderado el campeonato durante la mayor parte de la temporada. McLaren lideró el campeonato de constructores desde el inicio de la temporada hasta el Gran Premio de Italia, tras lo cual fueron excluidos del campeonato de constructores, debido las acusaciones de que el MP4-22 utilizó información obtenida de manera ilegal de Ferrari. 
Los pilotos de McLaren completaron 5340 km en carrera durante la temporada 2007, habiendo liderado las carreras el 45% de las vueltas. El MP4-22 también completó 27.150 km en diversas pruebas.

## Resultados
(Clave) (negrita indica pole position) (cursiva indica vuelta rápida)

| Año  | Motor                   | Neu. | N.º | Pilotos         | 1   | 2   | 3   | 4   | 5   | 6   | 7   | 8   | 9   | 10  | 11  | 12  | 13  | 14  | 15  | 16  | 17  | Puntos | Pos. |
| ---- | ----------------------- | ---- | --- | --------------- | --- | --- | --- | --- | --- | --- | --- | --- | --- | --- | --- | --- | --- | --- | --- | --- | --- | ------ | ---- |
| 2007 | Mercedes FO 108T 2.4 V8 | B    |     |                 | AUS | MYS | BHR | ESP | MON | CAN | USA | FRA | GBR | EUR | HUN | TUR | ITA | BEL | JPN | CHN | BRA | 0      | DSQ† |
| 2007 | Mercedes FO 108T 2.4 V8 | B    | 1   | Fernando Alonso | 2   | 1   | 5   | 3   | 1   | 7   | 2   | 7   | 2   | 1   | 4   | 3   | 1   | 3   | Ret | 2   | 3   | 0      | DSQ† |
| 2007 | Mercedes FO 108T 2.4 V8 | B    | 2   | Lewis Hamilton  | 3   | 2   | 2   | 2   | 2   | 1   | 1   | 3   | 3   | 9   | 1   | 5   | 2   | 4   | 1   | Ret | 7   | 0      | DSQ† |